# Inicijativa „Rodilište – prijatelj djece”
Inicijativa „Rodilište – prijatelj djece” (baby friendly hospital inicijativa (BFHI) jest globalni program Svjetske zdravstvene organizacije i UNICEF-a koji je pokrenut 1992. godine u Indiji. Ova je inicijativa jedan od rezultata donošenja Innocenti deklaracije o promicanju dojenja iz 1990. s intervencijama koje bi majkama omogućile da isključivo doje svoju djecu i tako djeci osiguraju najbolji početak života. Cilj je inicijative poboljšati brigu o trudnicama, majkama i novorođenčadi tijekom boravka u rodilištu, podržavati majke u odluci da doje te zaštititi dojenje od marketinških praksi u skladu s Međunarodnim pravilnikom o načinu reklamiranja i prodaje nadomjestaka za majčino mlijeko.
Briga o podršci dojenju koja je prijateljska prema djeci osigurava da i žene koje ne doje od zdravstvenih radnika u rodilištu dobiju potpune i nepristrane informacije o načinu sigurne prehrane djeteta oslobođene komercijalnih pritisaka.
Sva javna rodilišta u Hrvatskoj nose titulu „Rodilište - prijatelj djece”.

## Kontekst
Prvih nekoliko sati i dana života novorođenčeta kritični su period za uspostavljanje laktacije i najbolje vrijeme za podršku majci u dojenju. 
UNICEF, Svjetska zdravstvena organizacija i brojne nacionalne zdravstvene agencije preporučuju isključivo dojenje djece tijekom prvih šest mjeseci života. Istraživanja su pokazala dojena djeca imaju manji rizik od razvoja ozbiljnih bolesti, uključujući gastroenteritis, astmu, atopijski dermatitis te respiratorne infekcije i infekcije uha. Odrasle osobe koje su kao djeca bile dojene mogu imati manju vjerojatnost da će razviti čimbenike rizika za bolesti srca kao što su pretilost i visoki krvni tlak. Prepoznate su i mnoge prednosti za žene koje doje: nedojenje povećava rizik od razvoja srčanih bolesti, hipertenzije, dijabetesa, visokog kolesterola, raka dojke, raka jajnika i prijeloma kuka u kasnijoj životnoj dobi.
BFHI ima za cilj povećati broj isključivo dojene djece u cijelom svijetu, što bi po procjeni WHO moglo pridonijeti smanjenju za više od milijun smrtnih slučajeva djece svake godine, kao i potencijalno mnogo preranih smrti žena.

## Kriteriji za rodilišta
Kriteriji za dobivanje titule „Rodilište - prijatelj djece" (revizija kriterija iz 2018.) uključuju:

### Ključne upravljačke procedure
1a. Ustanova se treba u potpunosti pridržavati Međunarodnog pravilnika o načinu reklamiranja i prodaje nadomjestaka za majčino mlijeko i pratećih rezolucija Svjetske zdravstvene skupštine.
1b. Treba imati pisani dokument politike hranjenja dojenčadi s kojim su upoznati svi zaposlenici i zaposlenice ustanove i roditelji.
1c. Uspostaviti kontinuirano praćenje i sustav upravljanja podacima.
2. Osigurati da osoblje koje skrbi o majkama ima dovoljno znanja, kompetencija i vještina za podršku dojenju.

### Ključne kliničke prakse
3. Razgovarati o važnosti dojenja i uspostavi dojenja s trudnicama i njihovim obiteljima.
4. Omogućiti neposredan i neprekidan kontakt koža na kožu i podržati rodilje da započnu dojenje što je prije moguće nakon poroda.
5. Podržati majke u započinjanju i održavanju dojenja i rješavanju uobičajenih poteškoća kod dojenja.
6. Ne davati dojenoj novorođenčadi nikakvu drugu hranu ili tekućinu osim majčinog mlijeka, osim ako drukčije nije medicinski indicirano.
7. Omogućiti majkama i njihovoj novorođenčadi da ostanu u zajedničkoj sobi 24 sata dnevno (tzv. rooming in).
8. Podržati majke da doje na zahtjev djeteta.
9. Savjetovati majke o rizicima upotrebe bočica, duda za hranjenje i duda varalica.
10. Koordinirati otpust iz rodilišta tako da roditelji i njihova djeca imaju pravovremeni pristup stalnoj podršci i skrbi u zajednici.

### Poštovanje Pravilnika o načinu reklamiranja i prodaje nadomjestaka za majčino mlijeko
Ustanova koja slijedi kriterije „Rodilište - prijatelj djece" ne smije koristiti besplatne tj. donirane nadomjestke za majčino mlijeko (adaptirano mlijeko, formule). Također, ne smije koristiti ni druge proizvode i i pomagala za njegu dojenčadi koje osiguravaju tvrtke koje proizvode nadomjestke za majčino mlijeko (poput šampona, krema, vaga, izdajalica i drugog). Onda kad je tijekom boravka u rodilištu potrebno dohranjivanje djeteta nadomjestkom za majčino mlijeko, preporuča se hranjenje pomoću male šalice ili žlice, a ne bočice, te kontrolirana količina nadomjestka, samo za dopunu dojenju.

## Provedba inicijative „Rodilište - prijatelj djece" u svijetu
BFHI je implementirana u gotovo svim zemljama svijeta, ali s različitim uspjehom. Nakon više od četvrt stoljeća pokrivenost na globalnoj razini i dalje ostaje niska. Tako je od 2017. godine samo 10 % djece u svijetu rođeno u ustanovi koja je u tom trenutku imala titulu "Rodilište - prijatelj djece". Također, ustanove, koje se u pravilu dobrovoljno javljaju za sudjelovanje u programu, mogu napraviti promjene u svojim politikama i kliničkim praksama te dobiti titulu, ali te promjene nisu uvijek održive, posebno kada ne postoje redoviti sustavi praćenja provedbe, tzv. reocjene. Do danas je preko 20.000 rodilišta u više od 150 zemalja dobilo status „Rodilište - prijatelj djece". Broj akreditiranih bolnica nastavlja rasti. U 2019. godini je 28% bolnica u SAD-u nosilo titulu BFHI (oko 600 rodilišta).

## Provedba inicijative „Rodilište - prijatelj djece" u Hrvatskoj
Od 1993. godine UNICEF je u Hrvatskoj započeo provedbu programa „Promicanje dojenja u Republici Hrvatskoj” s naglaskom na inicijativu projekt „Rodilišta - prijatelji djece“. Nakon podijeljenih titula nekolicini rodilišta, program se prekida 1998. godine te je nastavljen tek 2007. godine, a sva rodilišta u Republici Hrvatskoj tada su donijela odluku o sudjelovanju u programu te napravila samoprocjenu svojih praksi koje podržavaju dojenje.
Od 2016. godine, kada je i KBC Zagreb dobilo titulu, sva rodilišta u javnim zdravstvenim ustanovama nose naslov „Rodilište - prijatelj djece". Izuzetak je jedino privatno rodilište u kojem se rađa oko 1 % djece u Hrvatskoj.

## Kritike i odgovori na kritike
Jedna grupa autora izrazila je zabrinutost o praksama ove inicijative u svojem radu objavljenom u listopadu 2016. godine. Oni se pitaju može li potpuno poštovanje tzv. deset koraka inicijative „Rodilište - prijatelj djece" nenamjerno dovesti do promicanja potencijalno opasnih praksi i/ili kontraproduktivnih ishoda. Specifične zabrinutosti opisane u ovom radu uključivale su povećani rizik od iznenadnog postnatalnog kolapsa, strogo nametnute prakse zajedničkog smještaja djeteta uz majku (tzv. rooming in) koje za posljedicu imaju iscrpljenost majki ili da majke koje su uzimale jake lijekove, brinu o novorođenčadi te po njima nepotrebnu zabranu korištenja dude varalice u rodilištu.
Sistemski pregled iz 2016. ispitao je utjecaj provođenja obaveznih koraka u inicijativi na dojenje i na ishode zdravlja djece u cijelom svijetu i u SAD. Autori su otkrili da je uvođenje inicijative u rodilišta imalo pozitivan utjecaj na kratkoročne, srednjoročne i dugoročne ishode dojenja. Pregled 58 studija otkrio je i da je podrška zajednice ključ za dugoročnu održivost dojenja koje je uspješno započeto u rodilištima.
Studija objavljena u Journal of Pediatrics 2019. godine pokazala je da je povećanje broja rodilišta koja provode 10 koraka za uspješno dojenje bilo povezano sa smanjenjem stope smrti dojenčadi u prvih šest dana nakon rođenja. Autori su rekli da su njihovi nalazi odbacili sugestiju autora studije iz 2016. godine da bi inicijativa „Rodilište - prijatelj djece" mogla povećati smrtnost dojenčadi.

## Vanjske poveznice
- Ured UNICEF-a u Hrvatskoj
- Svjetska zdravstvena organizacija
- UNICEF International
- Baby Friendly Initiative UK
- UNICEF UK